# Jharkhand
Jharkhand és un estat de l'est de l'Índia. Va ser creat de la part sud de l'estat de Bihar el 15 de novembre de 2000. Jharkhand comparteix frontera amb els estats de Bihar al nord, Uttar Pradesh i Chhattisgarh a l'oest, Orissa al sud, i Bengala Occidental a l'est, i ocupa una superfície de 74.677 km². La ciutat industrial de Ranchi és la seva capital. Altres grans ciutats i centres industrials són: Jamshedpur, Dhanbad, Bokaro, Sindri, Deoghar, Hazaribagh i Gumla.
El nom de Jharkhand prové de la paraula sànscrit Jharikhanda, que és l'antic nom d'un dens bosc de la regió.

## Història
D'acord amb alguns escriptors com Gautam Kumar Bera, ja hi havia una entitat cultural i geopolítica diferenciada, fins i tot abans de l'època de l'imperi Magadha. Un llibre de Gautam Kumar Bera (pàgina 33), també fa referència al llibre de mitologia hindú Bhavishya Purana (de voltants de 1200 AD), on es troben referències de Jharkhand. Els cabdills tribals, alguns dels quals encara persisteixen avui en dia, eren coneguts com a Rajas Munda, els quals eren bàsicament propietaris de grans terres de cultiu. Durant l'època de l'Imperi Mogol, la regió de Jharkhand rebia el nom de Kukara.

### Govern britànic
Després de l'any 1765, va caure sota el control de l'Imperi Britànic i va passar a ser conegut formalment amb el seu nom actual,Jharkhand,la Terra de les Jungles (selves) i els Jharis (arbustos). Situat a l'Altiplà de Chota Nagpur i a la Divisió de Santal Parganas, disposa de boscos de fulla perenne, turons i altiplans rocosos amb molts indrets de gran bellesa com les cascades Lodh.
La submissió i la colonització de regió de Jharkhand a la Companyia Britànica de les Índies Orientals va donar lloc a una resistència espontània dels seus habitants. Gairebé cent anys abans de la Rebel·lió índia de 1857, els adivasis de Jharkhand ja havien iniciat el que es convertiria en una sèrie de revoltes repetides contra el domini colonial britànic:
El període de revoltes del Adivasis per protegir la seva terra de Jharkhand va tenir lloc entre 1771 i 1900. La primera de totes les revoltes contra els terratinents i el govern britànic, va ser liderada per Tilka Manjhi, un valent líder santal, el 1771. Va voler alliberar a la seva gent de les urpes dels terratinents sense escrúpols i recuperar les terres dels seus avantpassats, però el govern britànic va enviar les seves tropes i va esclafar les insurreccions de Tilka Manjhi. Poc després, el 1779, els Bhumijs es van alçar en armes a Manbhum, actualment a Bengala Oriental, contra el govern britànic. La revolta dels Bhumijs, va ser seguida per la revolta de les tribus Chero del 1800 a Palamau. Gairebé set anys més tard, el 1807, els Oraons de Barway van assassinar a l'oest de Gumla, els seus grans terratinents de Srinagar. Ben aviat es van produir alçaments als voltants de Gumla. Les revoltes tribals es van estendre cap a l'est, a les veïnes àrees ocupades per les tribus Mundes. Es van alçar en una revolta entre 1811 i 1813. Els Hos de Singhbhum estaven cap cop més inquiets i finalment es van revoltar obertament el 1820 i van lluitar durant dos anys contra els terratinents i les tropes britàniques, en unes revoltes anomenades Revoltes Larka Kol de 1820-1821. Després va venir la gran Revolta Kol de 1832. Aquesta va ser la primera i més gran revolta tribal, que va generar un gran malestar a l'administració britànica de Jharkhand. Va ser causada per un intents dels Zamindars de fer fora als camperols tribals de les seves possessions hereditàries. La insurrecció Santal va esclatar el 1855 sota el lideratge dels germans Sidhu i Kanhu. Van lluitar aferrissadament contra les tropes britàniques, però finalment també van ser esclafats.
El 1895, va esclatar la revolta de Birsa Munda, que va durar fins al 1900. Malgrat que la revolta es va concentrar principalment al cinturó Munda format per Khunti, Tamar, Sarwada i Bandgaon, va obtenir els seus partidaris de la zona Oraon de Lohardaga, de Sisai i, fins i tot, de Barway. Va ser la revolta tribal més llarga de Jharkhand. També va ser l'última revolta a Jharkhand. Totes aquestes revoltes van ser sufocades pels britànics per mitjà del desplegament massiu de tropes a la regió.
Els moviments del segle XX a Jharkhand van ser moviments moderats en comparació amb les revoltes sanguinolentes del segle xix. Amb la Llei d'arrendaments de Chota Nagpur del 1908 que protegia les seves terres, els líders tribals es van centrar en el desenvolupament socioeconòmic del poble. El 1914 Jatra Oraon va iniciar l'anomenat Moviment Tana. Posteriorment, el 1920, aquest moviment es va unir al Moviment Satyagrah de Mahatma Gandhi i va deixar de donar els impostos sobre les terres al govern. El 1915 es va crear el Chotanagpur Unnati Samaj per al desenvolupament socioeconòmic de les tribus. Aquesta organització també va tenir al cap objectius politics. Quan la Comissió Simon va arribar a Patna el 1928, el Chotanagpur Unnati Samaj va enviar una delegació que va presentar la seva demanda d'un estat de Jharkhand separat, autogovernat per les tribus. Malgrat tot, la Comissió Simon no va accedir a la demanda d'un estat de Jharkhand separat. El 1931, Theble Oraon va organitzar als Kishan Sabha (camperols). El 1935 el Chotanagpur Unnati Samaj i els Kishan Sabha es van fusionar per obtenir poder polític.

### Moviment a Jharkhand posteriors a la independència de l'Índia
Durant gairebé sis dècades el moviment ha anat canviant de color i d'estratègia per obtenir equilibri. A poc a poc, el partit de Jharkhand es va anar fent políticament més fort, però les diverses comissions examinadores de les demandes d'un estat de Jharkhand separat, les van rebutjar una darrere l'altre. L'agost de 1947, la comissió Thakkar va rebutjar la demanda al·legant que no seria beneficiós pels Adivasis. El 1948, la Comissió Dar també va examinar la demanda d'un estat separat de Jharkhand, però també la va rebutjar, aquesta vegada per raons lingüístiques. Tot i aquestes negatives d'aquestes comissions, el partit de Jharkhand mai no va perdre de vista el seu objectiu final, un estat separat de Jharkhand. El partit de Jharkhand es va presentar a les eleccions del 1952 amb l'objectiu declarat d'enfortir la demanda d'una pàtria tribal i va obtenir 32 escons a l'assemblea de Bihar. A les segones eleccions generals de 1957 el partit de Jharkhand va tornar a obtenir 32 escons i durant dos legislatures va seguir sent el partit que va liderar l'oposició. El 1955 va veure la llum, l'informe de la Comissió de Reorganització Estatal. Un cop més la demanda va ser rebutjada. A les terceres eleccions generals del 1962 el partit només va poder obtenir 23 escons a l'assemblea de Bihar i els interessos personals del líders del partit de Jharkhand van començar a tenir un paper important. L'any següent Jaipal Singh va esdevenir ministre del govern de Vinodanand Jha. Amb aquest fet, la demanda va quedar congelada durant gairebé una dècada.
A les quartes eleccions generals celebrades el 1967, el partit va obtenir un resultat molt pobre. Només va obtenir 8 escons. Ben aviat, el partit es va dividir en diversos grups dissidents, cadascun proclamant ser el genuí partit de Jharkhand. Aquests van ser l'All India Jharkhand Party liderat per Bagun Sumroi, el Jharkhand Party liderat per N.E. Horo, i el Hul Jharkhand Party liderat per Justin Richard, el qual es va fragmentar i una part es va passar a anomenar Bihar Progressive Hul Jharkhand Party i va ser liderat per Shibu Soren. El moviment es va radicalitzar quan el líder Santal Shibu Soren va formar el Jharkhand Mukti Morcha (JMM) en coalició amb els Marxistes del Comitè de coordinació el 1972. En els seus primers anys, el JMM, sota el lideratge de Soren, va portar treballadors industrials i miners principalment no tribals, pertanyents als Dalit i les comunitats marginades com els Surdis, els Doms, els Dusadh i els Kurmi-Mahtos. No obstant això, l'associació de Soren amb M.P. Gyanranjan, el va apropar a l'aleshores primera ministre de l'Índia, Indira Gandhi. Va obtenir l'escó del Dumka Lok Sabha el 1972. Molestos amb l'associació entre Soren i el Congrés, alguns membres joves del JMM es van reunir a Jamshedpur i van crear lAll Jharkhand Students' Union (AJSU). Això no va impedir el creixement del JMM a les eleccions de Lok Sabha del 1991, on el JMM va obtenir sis escons.
Aquest any va veure l'aparició de Ram Dayal Munda, un altre erudit d'educació estrangera, que va revifar el moviment unificant els grups dissidents. Sota la seva conducció, la Jharkahnd Coordination Committee es va constituir el juny de 1987, i comprenia 48 organitzacions i grups que incloïen les faccions del JMM. Gràcies a Birsa Munda, Soren, Mandal i als líders de l'AJSU com Surya Singh Besra i Prabhakar Tirkey, van compartir breument una plataforma política, però el JMM es va retirar del JCC, ja que considerava que el lideratge col·lectiu era una farsa. El JMM/AJSU i el JPP va orquestrar satisfactòriament els badhs, bloqueigs econòmics del 1988-89. El BJP (Bharatiya Janata Party) va presentar la seva demanda d'un estat Vananchal separat format per 18 districtes de Bihar, argumentant que la demanda d'un Jharkhand més extens 'no era pràctica'.
En resposta, Buta Singh, el llavors Ministre de l'Interior, va demanar a Ram Dayal Munda, el llavors vicerector de la Universitat de Ranchi, que preparés un informe de Jharkhand. Ram Daval Munda va lliurar el seu informe a setembre de 1988, aconsellant al Ministre de l'Interior que concedís lautonomia al 'Gran Jharkhand'. L'agost de 1989, la Unió del Ministeri de l'Interior va formar el Committee on Jharkhand Matters (CoJM) per analitzar la qüestió. El setembre del 1989, el CoJM va presentar el seu informe proposant les alternatives de formació d'un estat de Jharkhand, un Territori de la Unió o un consell general de Jharkhand. El 1995, el Consell Autònom de l'Àrea de Jharkhand (JAAC) va ser establert després d'un acord tripartit signat pel govern de la Unió, representat pel llavors Ministre d'Estat de l'Interior Rajesh Pilot, pel govern de Bihar, representat pel llavors Cap de Ministres Lalu Prasad Yadav, i per líders de Jharkhand com Soren, Munda, Mandal, Besra i Tirkey. Horo no va signar aquest acord, ja que va titllar al JAAC de 'frau' i es va aferrar a la seva demanda d'una pàtria tribal. El mateix van fer el AJSU i el JPP.
El juliol de 1997, Shibu Soren va oferir el seu suport al govern en minoria de Laloo Prasad Yadav amb la condició d'un projecte de llei d'un Jharkhand separat. El 2 d'agost de 2000, el projecte de llei per crear un estat separat de Jharkhand retallat de Bihar, va ser aprovat a Lok Sabha per votació, amb dos aliats claus del NDA governant, oposant-se fermament a la mesura i l'oposició de Rashtriya Janta Dal i el CPI-M exigint que fos remès a una comissió parlamentaria. La llargament acariciada demanda de la gent de la regió es va complir, i es va celebrar al llarg de la regió de Jharkhand. L'11 d'agost, el parlament va aprovar la formació de Jharkhand quan el Rajya Sabha va aprovar el projecte de llei de reorganització de Bihar del 2000 per votació, en la qual es retallava el nou estat del sud de Bihar. El 25 d'agost, el llavors President Mr. K.R. Narayanan va aprovar el projecte de llei de reorganització de Bihar. El 12 d'octubre de 2000, es va emetre un butlletí oficial en el qual s'establia el 15 de novembre de 2000, com a data senyalada per la formació del nou govern de Jharkhand.
L'estat de Jharkhand va esdevenir una realitat el 15 de novembre de 2000, després de gairebé mig segle de moviments populars al voltant de la identitat Jharkhandi, que van articular els grups socials desfavorits per tal d'augmentar els recursos polítics e influenciar en el procés polític al seu favor. La identitat Jharkhandi i la demanda d'autonomia no es basava únicament en la singularitat de la seva herència cultural tribal, però era essencialment un refugi del fracàs de la política de desenvolupament per intervenir en els condicions socioeconòmiques, tant dels adivasis com dels no adivasis de la regió.
Per tant, fins i tot en l'actualitat, la dinàmica dels recursos i les polítiques de desenvolupament, van tenir una gran influencia sobre les estructures socioeconimiques de Jharkhand, que havia estat retallat de la relativament endarrerida part del sud del Bihar. D'acord amb el cens de 1991, l'estat tenia una població de més de vint milions dels quals el 28% pertanyia a les tribal, mentre que el 12% pertanyia a les Castes i tribus reconegudes. Jharkhand té 24 districtes, 211 blocs i 32.620 viles de les quals només un 45% tenen electricitat, mentre que només 8.484 estan connectades per carretera. Jharkhand és el principal productor de la riquesa mineral del país, dotat com està d'una gran varietat de minerals com el mineral de ferro, carbó, coure, mica, bauxita, grafit, pedra calcària i urani. Jharkhand és també conegut pels seus vastos recursos forestals.
Aquest perfil de desenvolupament paradoxal de Jharkhand és combinat amb el fet que les distorsions en la distribució i l'accés als recursos han representat pocs canvis en les vides de la gent comú. No obstant això, la gent de la regió estan políticament mobilitzats i conscients de si mateix i estan activament cercant millors acords per l'estat. La gent de Jharkhand tenen l'avantatge de ser culturalment vibrants, com es reflecteix en la diversitat de llengües parlades, els festivals que se celebren, i la varietat de música folklòrica, balls, i altres tradicions en les arts escèniques.

## Geografia i clima
La major part de l'estat es troba a l'Altiplà de Chota Nagpur, que és la font dels rius Koel, Damodar, Brahmani, Kharkai i Subarnarekha, les conques altes dels quals es troben a Jharkhand. Gran part de l'estat encara es troba coberta de boscos. Les reserves forestals protegeixen les poblacions de tigres i elefants.
El contingut del sòl de l'estat de Jharkhand, consisteix principalment en sòls formats de la desintegració de roques i pedres, i es divideix en:
1. Ultisòls, trobats principalment a la vall del riu Damodar i l'àrea de Rajmahal.
2. Sòl micaci (amb contingut de partícules de mica), trobat a Koderma, Jhumeritilaiya, Barkagaon, i àrees al voltant de Mandar
3. Sòl sorrenc, generalment trobat a Hazaribagh i Dhanbad
4. Sòl negre, trobat a l'àrea de Rajmahal
5. Sòl laterític, trobat a l'oest de Ranchi, a Palamu, i parts de Santal Parganas i Singhbhum

## Flora i fauna
Jharkhand té una rica varietat de flora i fauna. Els parcs nacionals i els jardins zoològics de l'estat de Jharkhand són una mostra d'aquesta varietat.
El Parc Nacional de Betla, al districte de Latehar, situat a 8 km. de Barwadih, cobreix una àrea d'uns 250 km². El parc té una gran varietat de fauna, que inclou tigres, elefants, gaurs, sambars, senglars, pitons (fins a 6.1 metres de longitud), axis, conills i guineus. La fauna de mamífers que es troba al parc, està formada per langurs, macaco rhesus, nilgaus i senglars. Els mamífers menors que viuen al parc són: porcs espins, llebres, gats salvatges, ratels, esquirols, mangostes, llops, antílops, etc. El 1974, el parc va ser declarat Reserva del Projecte Tigre.
La varietat i la diversitat de la flora i fauna que es troba a l'estat de Jharkhand, es deu a la Reserva del Tigre de Palamau, sota el Projecte Tigre. Aquesta reserva és l'hàbitat de centenars d'espècies de flora i fauna: mamífers (39), serps (8), llangardaixos (4), peixos (6), insectes (21), ocells (170), plantes i arbres (97), arbustos i herbes (46), plantes enfiladisses, paràsits i semiparàsits (25), i pastures i bambos (17).
La Reserva Natural d'Hazaribagh, amb grans belleses escèniques, a 135 km de Ranchi, es troba dins d'un ecosistema molt similar al del Parc Nacional de Betla.
El jardí zoològic Jawaharlal Nehru a la ciutat de l'acer de Bokaro, és el jardí zoològic més gran de Jharkhand. Té moltes espècies d'animals, repartides en més de 200 acres, en les que s'inclou un parc aquàtic artificial amb instal·lacions per donar un passeig en barca.

## Cuina
Com que l'estat està poblat per gent de tota l'Índia, el menjar que s'hi troba és molt variat. Els nadius tenen una cuina en la que les espècies rarament es fan servir i on l'arròs és l'aliment bàsic. Els nadius preparen diferents plats d'arròs com els diferents tipus de Rotis, Pittha, Dhuska, Dudhauri, etc. El Dhuska és un famós plat de Jharkhand preparat amb arròs i llegums i servit amb dum aaloo (patates cuites) o xai al curri.
Les tribus i els Sadans fan servir diferents tipus de flors com a verdures, com són les flors de baqueta i Jhirool. L'ús de fulles de diferents arbustos i altres petites plantes, és potser una altra particularitat de la cuina de Jharkhandi, que generalment utilitza palak (espinac), gendhari (amarant), konar, methi (fenigrec), bhatua (blet blanc) i chana (cigró).
La beguda alcohòlica local és el vi d'arròs, originalment coneguda amb el nom de Handiya, degut al recicipient (de fang) utilitzat per elaborar-lo. De fet, l'Handiya està associat culturalment amb els nadius, ja que és consumit tant per homes com per dones, en esdeveniments socials com les celebracions de noces i altres festivals. Un altre licor comú és el Mahu, elaborat a partir del fruit del Mahuwa.
Hi ha molts aliments que formen part de la cuina tradicional, que també són coneguts pel seu valor medicinal com el Kurthi, que s'utilitza com una mena de llegums i es considera una cura per als càlculs renals. Fruits com l'arbre del pa, els esbarzers, el mango i el litxi són també molt abundants. El Sattu (una mena de pa) és també part important de la cuina.

## Demografia
Jharkhand té una població de 26,93 milions d'habitants, que està formada per 13,88 milions d'homes i 13,08 milions de dones. La ràtio per sexes és de 941 dones per cada 1000 homes. La població està formada per un 28% de membres tribals, un 12% a les castes i tribus reconegudes i un 60% formant la resta. La densitat de població de l'estat és de 274 persones per quilòmetre quadrat. No obstant això, varia des d'un mínim de 148 persones per quilòmetre quadrat al districte de Gumla, fins a un màxim de 1167 persones per quilòmetre quadrat al districte de Dhanbad. Al voltant del 10% de la població és de parla bengalí, i el 70% parla diversos dialectes de l'hindi.
Jharkhand té 32 grups tribals. Aquests grups són: els asur, els baiga, els banjara, els bathudi, els bedia, els binjhia, els birhor, els birjia, els chero, els chick-baraik, els gonds, els gorait, els hos, els karmali, els kharias, els kharwar, els khonds, els kisan, el kora, els Korwes, els lohra, els mahli, els mal-paharia, els mundes, els oraons, els parhaiya, els santals, els sauria-paharia, els savars, els bhumijs, els kols i els kanwars. En alguns d'aquests districtes de Jharkhand, predomina la població d'origen tribal.
L'àrea geogràfica que compren l'actual Jharkhand, va ser prèviament part de Bihar. La zona ha estat testimoni de la migració de persones des de les zones limítrofes de Bihar i Bengala Occidental, durant les últimes dècades. Els centre industrials i miners com Jamshedpur, Dhanbad i Ranchi, han atret persones d'arreu de l'Índia. L'índex de pobresa de Jharkhand, malgrat que encara és alta pels nivells del país, ha disminuït un 2% anual en el període compres entre els any 1994 i 2002.
L'hinduisme és la religió majoritaria de l'estat, amb un 68,5% d'adeptes del total de la població. L'Islam és practicat per un 13,8% de la població, mentre que el 13% de la població practica l'animisme. El cristianisme amb un 4,1% de la població, és la quarta comunitat religiosa de Jharkhand. El jainisme, el budisme i el sikhisme no arriben entre totes al1%.

## Economia
El producte interior brut de l'estat de Jharkhand està estimat en 14 bilions de dòlars. Nascut de la partició de l'antic estat de Bihar l'any 2000, Jharkhand produeix al voltant del 70% de la producció total de l'antic estat de Bihar. Donat que és ric en minerals, és probable que la renda per capita a l'estat augmenti en els propers anys.
Jharkhand té una concentració d'algunes de les ciutats més industrialitzades dels país como són: Jamshedpur, Ranchi, Bokaro i Dhanbad. També té algunes de les fites de l'Índia:
- La fàbrica de fertilitzants més gran del seu temps a l'Índia (fins que va tancar) a Sindri
- La primera fàbrica d'acer a Jamshedpur
- La planta d'acer més gran d'Àsia, a Bokaro.
- La fàbrica més gran d'explosius a Gomia, Bokaro.
- El primer pou de metà a Parbatpur, Bokaro.

Compta amb diverses ciutats i nombrosos pobles amb serveis socials. L'índex d'urbanizació és del 42,25% i la renda per capita anual és de 1.490 dòlars.
Jharkhand també té immensos recursos minerals com : mena de ferro (1r), carbó (3r), mena de coure (1r), mica (1r), bauxita (3r), manganès, pedra calcària, caolinita, argiles, grafit (8è), caïnita (1r), cromita (2n), asbest (1r), tori (3r), sil·limanita, urani (mines de Jaduguda, a Narwa Pahar) (1r) i, fins i tot, or (mines de Rakha) (6è) i plata i altres minerals. Els grans jaciments de carbó i ferro, permeten la concentració de la indústria, a centres com els de Jamshedpur, Bokaro i Ranchi. Tata Steel, un grup d'empreses que cotitza en el S&P CNX 500 (índex borsari de l'Índia), té la seu corporativa a Jharkhand. L'any 2005, va presentar uns ingressos bruts de 204.910 milions de rupies.

## Govern i política
L'estat està encapçalat per un governador, que és designat pel President de l'Índia. No obstant això, el poder executiu recau realment en el Primer Ministre i el seu gabinet de govern. El partit polític o la coalició que té la majoria a l'assemblea legislativa, s'encarrega de formar el govern.
El cap administratiu de l'estat és el Secretari en cap, sota la jurisdicció del qual es troba una jerarquia de funcionaris procedents del Servei Administratiu de l'Índia.
La judicatura està encapçalada pel President del Tribunal Suprem. Jharkhand té un Tribunal Suprem propi, situat a Ranchi.
Jharkand és un dels tretze estats on els rebels naxalites tenen una considerable influència.
El 5 de març de 2007, Sunil Mahato, membre del parlament nacional, va ser mort a trets per rebels naxalites mentre assistia a la celebració d'un partit de futbol en el marc del festival hindú del Holi, prop de Kishanpur, uns 160 km a l'est de la capital de l'estat, Ranchi. La candidata del Jharkhand Mukti Morcha (JMM) Suman Mahato, esposa de l'assassinat Sunil Mahato, va guanyar per votació l'escó de Jamshedpur al Lok Sabha (cambra baixa del Parlament de l'Índia) el setembre de 2007. La senyora Mahato va derrotar el seu rival més directe, el Dr. Dinesh Sarangi del BJP, per un marge de 58.816 votes.
El 23 de desembre de 2009, Jharkhand es dirigia cap a una assemblea en la qual cap grup polític o coalició seria probablement capaç d'obtenir una majoria en la cambra de 81 membres.

## Primers Ministres de Jharkhand
| Nom             | Partit                       | Inici mandat           | Final mandat           |
| --------------- | ---------------------------- | ---------------------- | ---------------------- |
| Babulal Marandi | Bharatiya Janata Party (BJP) | 20 de novembre de 2000 | 18 de març de 2003     |
| Arjun Munda     | BJP                          | 18 de març de 2003     | 2 de març de 2005      |
| Sibu Soren      | Jharkhand Mukti Morcha (JMM) | 2 de març 2005         | 12 de març de 2005     |
| Arjun Munda     | BJP                          | 12 de març de 2005     | 18 de setembre de 2006 |
| Madhu Koda      | Independent                  | 18 de setembre de 2006 | 26 d'agost de 2008     |
| Shibu Soren     | JMM                          | 27 d'agost de 2008     | 13 de gener de 2009    |
| Shibu Soren     | JMM                          | 30 de desembre 2009    | Actual titular         |

## Ministeri
El govern nacional va imposar el govern presidencial a Jharkhand el 19 de gener de 2009, quan Shibu Soren, president del JMM, va dimitir com a Primer Ministre, després d'haver perdut l'elecció a l'assemblea Tamar, guanyada Gopal Krishna Patar (àlies Raja Peter), candidat del Jharkhand Party, per més de 9.200 vots. El govern presidencial es va imposar seguint la recomanació del gabinet del país, basada en l'informe de Syed Sibtey Razi, governador de Jharkhand. Razi va escriure al seu informe, que després de la dimissió de Soren com a Primer Ministre el 12 de gener, cap aliança política estava en condicions de formar un govern alternatiu.

## Districtes administratius
L'estat estava dividit en 18 districtes, els quals havien format part del sud de Bihar. Alguns d'aquests districtes es van reorganitzar en 6 nous districtes: Latehar, Saraikela Kharsawan, Jamtara, Sahebganj, Khunti i Ramgarh. Actualment l'estat té 24 districtes: Ranchi, Lohardaga, Gumla, Simdega, Palamau, Latehar, Garhwa, West Singhbhum, Seraikela Kharsawan, Est Singhbhum, Dumka, Jamtara, Sahibganj, Pakur, Godda, Hazaribagh, Chatra, Koderma, Giridih, Dhanbad, Bokaro, Deoghar, Khunti i Ramgarh.

## Llengua, literatura i cultura
Els habitants de Jharkhand parlen diverses llengües que pertanyen a les tres famílies lingüístiques principals: les llengües kolàries, que inclouen el santalí, el mundari, l'ho, el khària, el bhumij i el kurmali, les llengües dravídiques, que inclouen el kurukh, el korwa i el malto, i les llengües indoàries, que inclouen el sadri, el khortha, l'hindi, l'angika, l'urdú, l'oriya i el bengalí. Una bona part de la població de l'estat, parla hindi, angika, oriya i bengalí.

## Insurrecció naxalita
Jharkand ha estat el centre de la insurrecció naxalita-maoista. Des del sorgiment dels naxalites el 1967, han mort 6.000 persones en les lluites entre els naxalites i la Policia, i grups paramilitars com el Salwa Judum.
Malgrat representar gairebé el 7,80% de la superfície de l'Índia (llar del 5,50% de la població del país), l'estat de Jharkand forma part del cinturó de Naxal, que comprèn 92.000 quilòmetres quadrats, on les concentracions més elevades de grups s'estimaven en lluites de 20.000 combatents. Part d'això és degut al fet que l'estat és ric en recursos naturals, mentre que la seva població viu en la pobresa extrema i la misèria. L'estat empobrit proporciona als insurgents comunistes un ampli espai pel reclutament, els quals defensen que lluiten en noms dels pobres sense terra que veuen pocs beneficis de l'extracció dels recursos. Donat que el govern federal té el monopoli dels recursos del subsòl de l'estat, s'impedeix qualsevol reclamació per part de la població tribal dels recursos extrets de la seva terra. En resposta, els insurgents han iniciat recentment una campanya d'atacs contra les infraestructures relacionades amb l'extracció de recursos vitals per les necessitats energètiques índies, com és el carbó.
En resposta a la creixent influència dels insurgents, el govern central va promulgar un pla pel qual es lliurarien telèfons mòbils lliures a canvi de la cooperació dels vilatans amb les forces de seguretat, encara que els agents d'intel·ligència han manifestat la dificultat davant la possibilitat de la desinformació i la dificultat de distingir vilatans de rebels.

## Salut
Degut al seu clima saludable, Jharkhand, i particularment la seva capital Ranchi, ha estat una mena de centre de salut. El 1918, ja es van establir instal·lacions per al tractaments de malalties mentals, com l'Institut Central de Psiquiatria, a Ranchi.
A algunes zones de Jharkhand, la pobresa i la consegüent desnutrició han donat lloc a malalties com la tuberculosi (TB). De fet, la tuberculosi ha assolit proporcions epidèmiques a determinades zones de l'estat. Per la gestió i el tractament d'aquestes malalties, organitzacions com la Ramakrishna Mission per mitjà de la Ramakrishna Mission Tuberculosis Sanatorium (creada el 1948 a Ranchi), han desenvolupat un treball exemplar, i complementat els esforços del govern i altres agències. Així mateix, en el camp del tractament del càncer, el Tata Main Hospital de Jamshedpur, està realitzant un treball pioner. De la mateixa manera, el Bokaro General Hospital està equipat amb instal·lacions modernes per al tractament del càncer i problemes relacionats amb el cor amb una capacitat de 1.100 llits, fet que el converteix en un dels més grans de l'est de l'Índia.
Encara que es disposa de diversos centres de salut públics i privats, les infraestructures globals dels serveis relacionats amb l'administració de salut, requereixen millores. Un excepció és el famós Tata Motors Hospital, que és un exemple d'hospital certificat amb l'ISO 14001 i 18001, i que a més disposa d'instal·lacions per l'ensenyament.
La presència de fluorur a les aigües subterrànies, suposa un problema de salut públic a Jharkhand. Un estudi recent liderat pel Birla Institute of Technology, de Mesra, a Ranchi, en col·laboració amb l'UNICEF en els districtes de Palamau i Garhwa, al nord-oest, va trobar nivells de fluorur per sobre dels nivells que marquen les directrius de l'OMS. Consumir fluorur de les aigües potables comporta fluorosis dental, fractures òssies, i fluorosis esquelètica, una malaltia incapacitant irreversible. Alguns treballs s'han centrat a combatre la fluorosis, a través de l'augment de la ingesta de calci consumint plantes locals. Els investigadors de la Universitat de Princeton i del Birla Institute of Technology, estan investigant sobre la possibilitat de defluoridació, mentre es realitza un estudi epidemiològic per avaluar el grau de fluor lligat problemes de salut i l'impacte de futures intervencions.
Gairebé el 80% dels habitants de Jharkhand són agricultors, i encara que conté el 40% de les reserves minerals de l'Índia, té algunes de les persones més pobres del país. L'estiu de 2009 Jharkhand es va veure amenaçat per una sequera, i davant la passivitat del govern, la gent va criticar-lo fortament per no proporcionar ajuda alimentaria ni assistència.

## Veterinària
Jharkhand té diversos animals domèstics, locals o mestissos, com són: cabres negres de bengala, ovelles, búfals, pollastres d'engreix i ànecs de moltes varietats. El departament de Veterinaria de l'estat disposa de dispensaris per tot Jharkhand i llocs com el Touring Veterinary officers (itinerant), el Block Animal Husbandary Officers, l'Assistant Poultry Officers i el Veterinary Surgeons, per donar suport al sector agrícola.
L'estat disposa del Veterinary College, ubicat a Kanke, Ranchi.

## Educació
L'índex d'alfabetisme de Jharkhand és del 59,6% (2007). Segons el cens del 2001, realitzat pel govern central, l'índex d'alfabetisme oficial és del 54,13% (Homes: 69,74%; Dones: 39,38%) amb 5 districtes per sobre de l'índex mitjà:
1. Purvi Singhbhum: 69,42% (Homes: 80,08%; Dones:57,95%)
2. Dhanbad: 67,49% (Homes: 80,03%; Dones:52,93%)
3. Ranchi: 65,69% (Homes: 77,76%; Dones: 52,77%)
4. Bokaro: 62,98% (Homes: 76,99%; Dones: 47,17%)
5. Hazaribagh: 58,05% (Homes: 72,06%; Dones: 43,15%)

Jharkhand té una xarxa d'escoles del govern i de gestió privada, encara que els estàndards d'ensenyament varien considerablement d'un lloc a un altre, així com entre escoles.
Després de la formació del nou estat, el Jharkhand Education Project Council (JEPC) ha estat implementant quatre projectes de difusió de l'educació primària: el DPEP, el SSA, el NPEGEL i el KGBV. Per aquesta raó s'està treballant per obtenir la completa escolarització, però degut el ritme lent, l'objectiu del 100% de matriculació i retenció dels nens a les escoles encara no s'ha assolit.
Jharkhand ha fet l'educació primària tan accessible, que el 95& dels nens entre 6 i 11 anys estan matriculats a l'escola en constrast amb el 56% que ho estaven entre el 1993 i el 1994, fet que permetrà millorar l'alfabetització en gran manera. Algunes de les escoles més conegudes, que operen conjuntament amb escoles a nivel national i regional, són la Delhi Public School, la Kendriya Vidyalaya, la Chinmaya Public School, la Loyola school, la St.Xavier's, la Shishu Mandir, la Surendranath centenary School, etc. Els estudiants de Jharkhand s'han possat a prova a nivell nacional, així com a nivell internacional. Els estudiants de l'estat sempre han fet un bon paper a gairebé tots el concursos a nivell nacional.

### Escoles
Els medis d'ensenyament a les escoles són l'hindi i l'anglès amb l'anglès, l'hindi, el sànscrit, l'urdú, el bangla i l'oriya com a segona llengua. Després de 10 anys d'escolarització, els estudiants poden cursar 2 anys de nivell intermedi (o 2 cursos) d'art, ciència i comerç. A continuació es poden cursar 3 anys de cursos de grau (graduació) o 4 anys d'enginyeria/agricultura/medicina. El maig de 2008, Jharkhand es va convertir en el primer estat de l'Índia en introduir els tallats de cabells gratuïts per estudiants pobres. 40.000 barbers seran contractats amb un salari mensual de 1.000 rupies (25 dòlars), el qual costarà al govern de l'estat 40 milions de rupies (1 milió de dòlars).

### Universitats

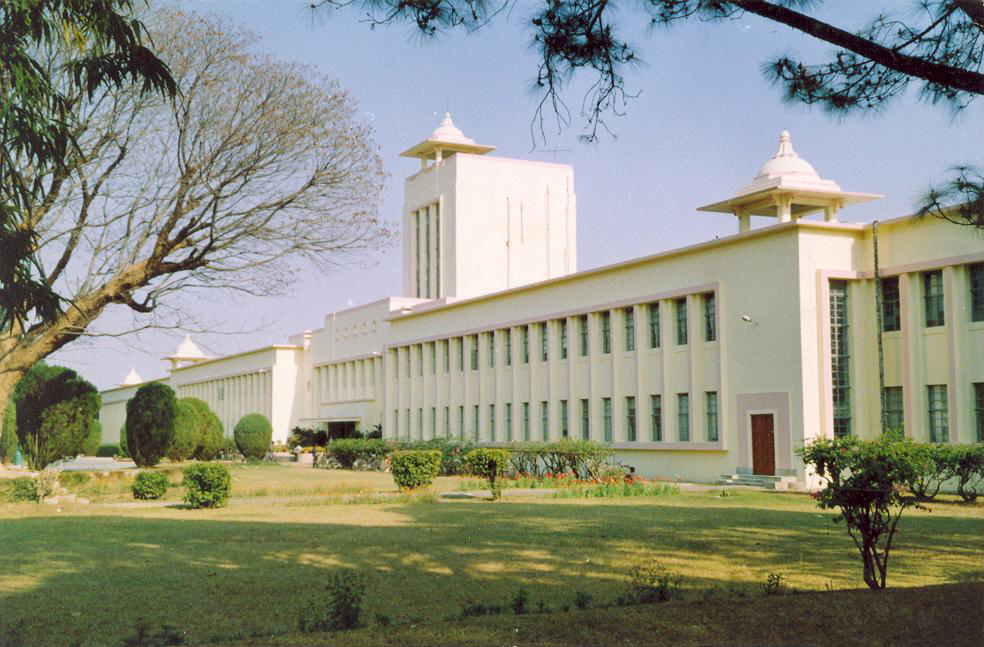
Edifici principal del Birla Institute of Technology (BIT)

A les grans ciutats i els pobles petits, hi ha un bon nombres d'escoles no tecnològiques. Els Institus de Formació Industrial (ITIs) ofereixen diplomatures de tres anys.
Jamshedpur és on es troba una de les millors escoles de negocis de l'Índia, la Xavier Labour Relations Institute.
Jharkhand té quatre universitats: la Ranchi University i la Birsa Agricultural University a Ranchi, la Sidhhu Kanhu University a Dumka i la Vinoba Bhave University a Hazaribagh. Cadascuna disposa d'escoles afiliades a altres ciutats i pobles, les millors de les quals ofereixen programes de postgrau i doctorat.
Jharkhand té diverses escoles d'enginyeria: el National Institute of Technology a Jamshedpur, el Birla Institute of Technology a Ranchi, el Birsa Institute of Technology Sindri a Dhanbad, l'Indian School of Mines University a Dhanbad, i el National Institute of Foundry and Forge Technology (NIFFT). Entre elles, el BIT de Mesra, el NIT de Jamshedpur i el ISM de Dhanbad es troben entre les quinze millors escoles tecnològiques del país.
A Jharkhand hi ha tres col·legis mèdics: el M.G.M Medical College de Jamshedpur, el Rajendra Institute of Medical Sciences (RIMS) de Ranchi i Patliputra Medical College And Hospital (PMCH) a Dhanbad.
El Xavier Institute of Social Service (XISS) de Ranchi és també molt conegut per la seva gestió de recursos humans i els cursos de desenvolupament Rural.
En un desenvolupament recent, el govern de l'Índia ha decidit crear l'Indian Institute of Management IIM a Ranchi sota la tutoria del IIM de Calcutta. El govern estatal hi ha destinat terrenys prop de la Birsa Agricultural University, i ha programat el seu inici per l'any 2010. Degut a la seva situació estratègicament favorable (prop del IIM Calcutta, l'XLRI a Jamshedpur, el BIT de Mesra, el National Institute of Technology de Jamshedpu, l'ISM de Dhanbad, el XISS i un gran nombre d'indústries) i a un grup d'estudiants amb enorme talent i competents, s'espera que l'IIM de Ranchi es trobi aviat entre els IIM de primera categoria.

## Esports
Els esports més populars entre la població de Jharkhand són l'hoquei sobre herba, el futbol i el criquet. Jharkhand ha donat alguns jugadors brillants com Jaipal Singh, un antic capità de l'equip olímpic hoquei sobre herba, Manohar Topno i Vimal Lakra, que actualment juga a l'equip nacional d'hoquei sobre herba de l'Índia, però el més famós és Mahendra Singh Dhoni, el qual és el capità de l'equip indi de criquet i el millor jugador de criquet de l'Índia de tots els temps. Jaipal Singh va ser el capità de l'equip nacional d'hoquei sobre herba, que va guanyar la primera medalla d'or per l'Índia als Jocs Olímpics d'Estiu de 1928 celebrats a Amsterdam.

## Mitjans informatius
Electronic media ETV Bihar/Jharkhand emet notícies relacionades amb Jharkhand en el programa popular titulat Johar Jharkhand de 7:30 del matí a 7:30 del vespre.
Quant a mitjans impresos, cal destacar els diaris en Hindi com el Prabhat Khabar, l'Hindustan Dainik i el Dainik Jagran, publicats des de la capital de l'estat Ranchi, i disponible a gairebé tot l'estat. Els diaris en anglès com el Times of India i l'Hindustan Times també es publiquen a Ranchi i estan disponibles arreu de Jharkhand. També estan disponibles altres diaris de l'Índia en hindi, anglès i altres llengües, que arriben a la tarda a les grans ciutats i amb un dia de retard als petits pobles. La majoria de revistes nacionals en hindi i anglès estan regularment disponibles a les grans ciutats i altres llocs a través dels venedors de diaris. A través d'Internet hi ha disponibles altres mitjans com el Jharkhandmirror Arxivat 2010-06-07 a Wayback Machine. i el Newswings.
El Johar Disum Khabar és l'únic diari quinzenal publicat en llengües tribals locals i regionals des de Ranchi. També es publica una revista mensual Johar Sahiya en Nagpuri-Sadri, una llengua regional popular a l'estat.
Ranchi i Jamshedpur tenen al voltant de cinc estacions de ràdio, així com es poden escoltar emissores nacionals a l'estat. El 2007 van entrar en funcionament a l'estat, canals privats de FM. Doordarshan, la cadena de televisió nacional, també es pot veure a gairebé a tot arreu de l'estat. Totes les cadenes de televisió de l'Índia arriben a les grans ciutats de Jharkhand, així com hi arriba la televisió per cable. A algunes regions de l'interior, els canals es reben a través d'antenes parabòliques.
La connexió de telefonia fixa és proporcionada per Bharat Sanchar Nigam Limited, Tata Indicom i Reliance Communications, i cobreix gairebé tota la superfície de l'estat. El servei de mòbils, que cobreix tots els grans centres de l'estat, és proporcionat per Vodafone, Airtel (GSM Service), Aircel, BSNL, Idea Cellular i Reliance Communications, i també per Tata Indicom i Reliance Infocomm (CDMA Service). La connexió a Internet està disponible a tots els districtes.